# Ekeby, Nynäshamns kommun
Ekeby är en småort i Ösmo socken i Nynäshamns kommun i Stockholms län. Ekeby ligger söder om Landfjärden.